# SN 2007ti
SN 2007ti – supernowa typu Ia odkryta 8 października 2007 roku w galaktyce A021009-0439. Jej jasność pozostaje nieznana.